# Val Casternone
La Val Casternone è una breve vallata alpina situata nelle Alpi Graie nella città metropolitana di Torino. Il Torrente Casternone è tributario del torrente Ceronda nel quale confluisce nei pressi di Druento.

## Geografia
La parte montana del bacino del Torrente Casternone è interamente compresa nel comune di Val della Torre e scende verso la pianura in direzione Nord Ovest - Sud Est; 
il torrente devia poi verso Est per ricevere da sinistra il Rio di Givoletto e confluire nel torrente Ceronda al Parco della Mandria.
La Val Casternone confina a Sud Ovest con la Val Susa, a Nord con la Valle di Viù e a Nord Est con la Val Ceronda e con la conca di Givoletto.
Le montagne della zona sono caratterizzate da rocce ultrabasiche dalle quali traggono origine suoli poco adatti all'agricoltura; i monti che circondano la valle sono cosparsi di estese pietraie e sono stati interessati nel corso del Novecento da estesi lavori di rimboschimento.
La zona attorno al Monte Arpone ricade nel Parco Naturale di interesse provinciale del Col del Lys. Il punto più alto della valle è l'anticima sud del Monte Colombano a quota 1.620.

### Monti principali
La valle è contornata dalle seguenti cime (in senso orario):
- Monte Calvo - 551 m
- Monte Musinè - 1.150 m
- Monte Curt - 1.323 m
- Cima Bassa della Val - 1.266 m
- Truc del Farò - 1.207 m
- Monte Arpone - 1.602 m
- Il Pilone[1] - 1.470 m
- Monte Lera - 1.368 m
- Monte Rosselli - 1.205 m
- Monte Baron - 818 m

### Centri principali
- Val della Torre

### Rifugi alpini
- Rifugio Lunella[2], non gestito in loco, presso il Colle Lunella tra la Val Casternone e la Val di Viù; di competenza del Rifugio Colle del Lys[3]
- Rifugio Portia[4], non gestito in loco, presso il Colle Portia tra la Val Casternone e la Val di Viù; di competenza del Gruppo Val della Torre dell'Associazione Nazionale Alpini

## Storia

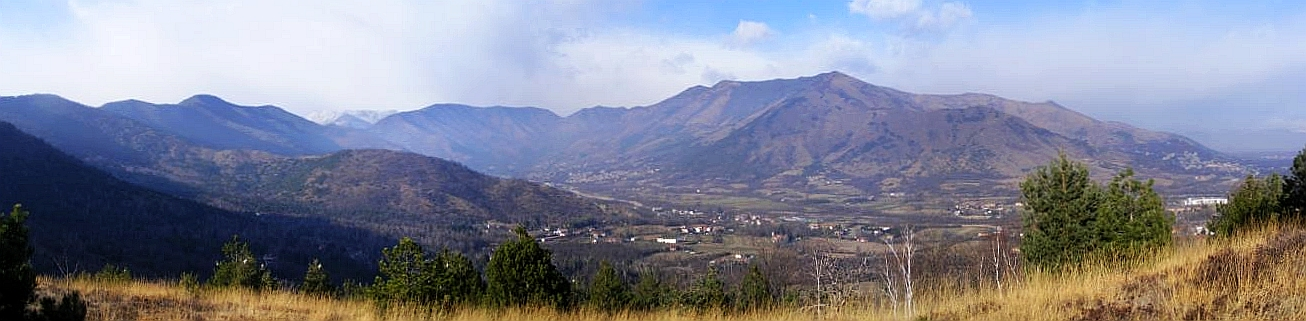
La valle vista dalla cresta NE del Musinè

L'insediamento umano in Val Casternone risale almeno all'epoca romana, anche sono stati rinvenuti resti di un villaggio dell'età del bronzo nei pressi dei laghi di Caselette, allo sbocco della valle sulla pianura. Durante l'alto medioevo nei pressi di Brione (oggi frazione del comune di Val della Torre) fu attivo un monastero benedettino intitolato a San Martiniano. Dopo la decadenza di quest'ultimo sempre a Brione venne fondato, nel XIII secolo, il monastero di Santa Maria della Spina. Si trattava di un monastero femminile cistercense rivolto in particolare all'aristocrazia torinese dell'epoca; la chiesa monastica è tuttora presente, mentre il monastero fu soppresso all'inizio del Seicento.
Nel Settecento, durante la guerra di successione spagnola, la valle fu teatro di scontri che causarono tra l'altro la distruzione, da parte dei francesi, del castello che controllava l'accesso ai colli Lunella e Portia e i cui pochi resti sono ancora oggi visibili nei pressi della frazione Castello. Nel corso del Novecento la zona fu interessata da estesi lavori di rimboschimento e di miglioramento forestale. La Resistenza portò in valle scontri e rastrellamenti che costarono la vita a parecchi partigiani. Negli anni settanta venne costituita la Comunità Montana Val Ceronda e Casternone che comprendeva sei comuni e che confluì in seguito nella Comunità montana Valli di Lanzo, Ceronda e Casternone.

## Geologia
La vallata, assieme alla Val Ceronda e ad alcune aree contigue dalle basse Val Susa e Valli di Lanzo, appartiene geologicamente al Complesso Ultrabasico di Lanzo, ed è caratterizzata da suoli ricchi di magnesio derivanti dalla degradazione delle rocce ultrabasiche tipiche del complesso. Un'altra caratteristica legata a questo tipo di rocce è la presenza di imponenti block stream, ossia estese coperture detritiche formate da blocchi rocciosi di dimensioni che variano da qualche decimetro ad alcuni metri. Tali formazioni partono spesso dalla cresta spartiacque tra le vallate confinanti e possono a volte scendere fino a lambire i corsi d'acqua che scorrono al fondo di tali vallate.